# Spytek Załuski
Spytek (Scypion) Załuski herbu Junosza – podkomorzy rawski.
Poseł województwa rawskiego na sejm 1576/1577 roku, poseł województwa sandomierskiego na sejm 1578 roku, poseł województwa rawskiego na sejm pacyfikacyjny 1589 roku.
Był wyznawcą kalwinizmu. 